# Mouliherne
Mouliherne település Franciaországban, Maine-et-Loire megyében. Lakosainak száma 800 fő (2022. január 1.). Mouliherne Longué-Jumelles, Saint-Philbert-du-Peuple, Vernantes, Baugé-en-Anjou és Noyant-Villages községekkel határos.

## Népesség
A település népességének változása:
| Lakosok száma | 1248 | 1079 | 951  | 886  | 883  | 866  | 849  | 820  | 808  | 800  |
|               | 1968 | 1982 | 1990 | 2006 | 2013 | 2015 | 2017 | 2019 | 2020 | 2022 |